# 儷天皇后
儷天皇后（越南语：／；？—？），姓李氏（越南语：／），是越南李朝時期李神宗李陽煥的皇后。
李氏是指揮使李山之女，1128年被封為儷天皇后。
李陽煥死後，李天祚繼位，是為李英宗，只尊其親母黎氏為皇太后，估計當時儷天皇后已去世。